# Istituto dell'emisfero occidentale per la cooperazione alla sicurezza

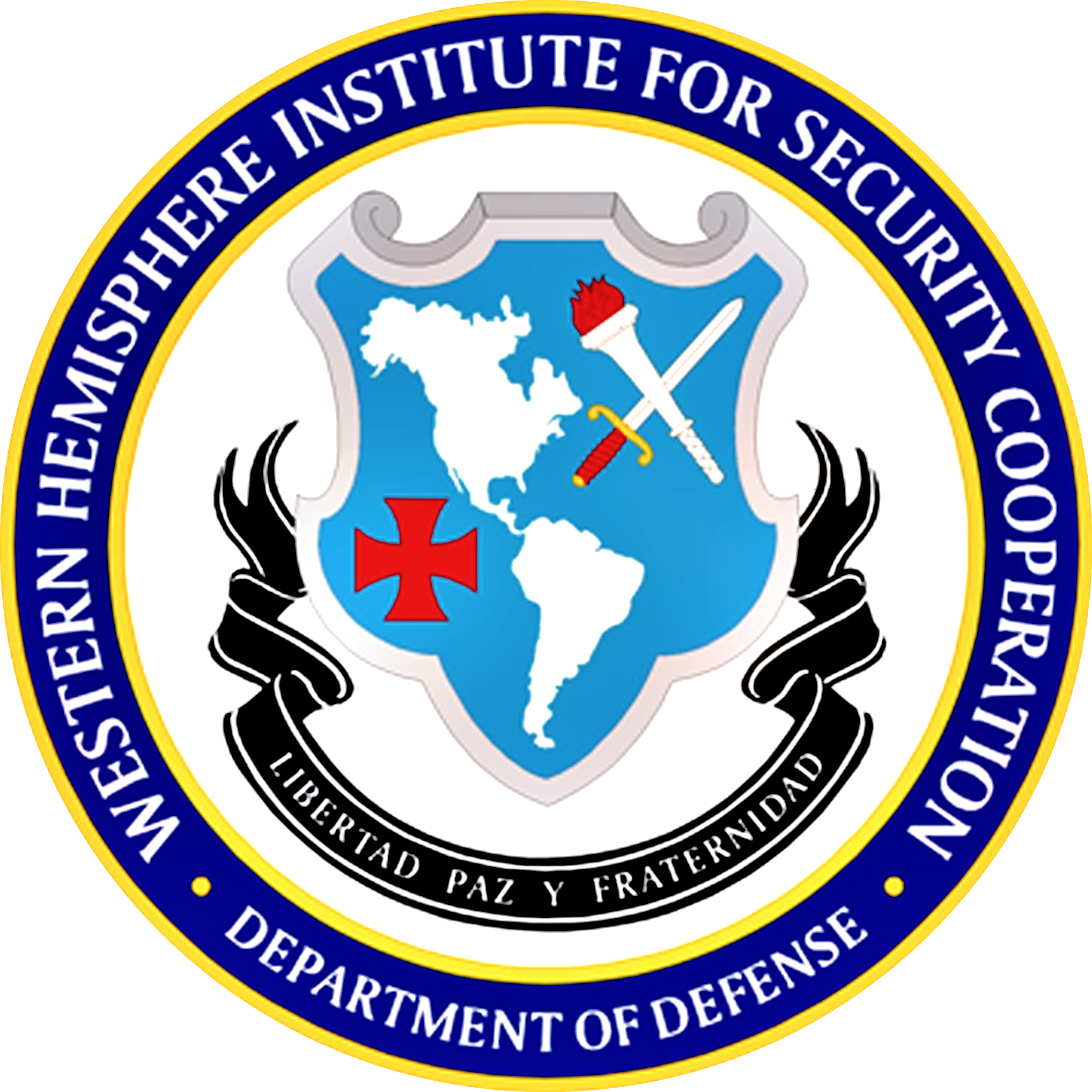
Emblema dell'Istituto dell'Emisfero Occidentale per la Cooperazione alla Sicurezza.

L'Istituto dell'Emisfero Occidentale per la Cooperazione alla Sicurezza (inglese: Western Hemisphere Institute for Security Cooperation), precedentemente noto fino al 2001 come Scuola delle Americhe (inglese: School of the Americas, SOA), è un'organizzazione per l'istruzione militare dell'Esercito degli Stati Uniti situata attualmente a Fort Benning (Columbus, Georgia).
La scuola, dal 1946 al 1984, ha avuto sede in Panama, dove si sono diplomati più di 60.000 militari e poliziotti di 23 Paesi dell'America Latina. Alcuni di loro sono divenuti tristemente celebri per la perpetrazione di crimini contro l'umanità, come i generali Leopoldo Galtieri o Manuel Noriega.

## Scuola delle Americhe
La Scuola delle Americhe è sorta come iniziativa nell'ambito della Dottrina di Sicurezza Nazionale a Fort Amador (Panama) con l'iniziale denominazione di Centro di addestramento latinoamericano - Divisione di terra (inglese: Latin American Training Center - Ground Division). L'obiettivo principale del centro era quello di fomentare e preparare le nazioni latinoamericane a cooperare con gli Stati Uniti e mantenere così un equilibrio politico, contrastando l'influenza crescente di organizzazioni popolari di ideologia marxista o movimenti sociali di sinistra. Questa operazione avveniva nell'ambito internazionale della Guerra Fredda tra le potenze alleate e l'Unione Sovietica.

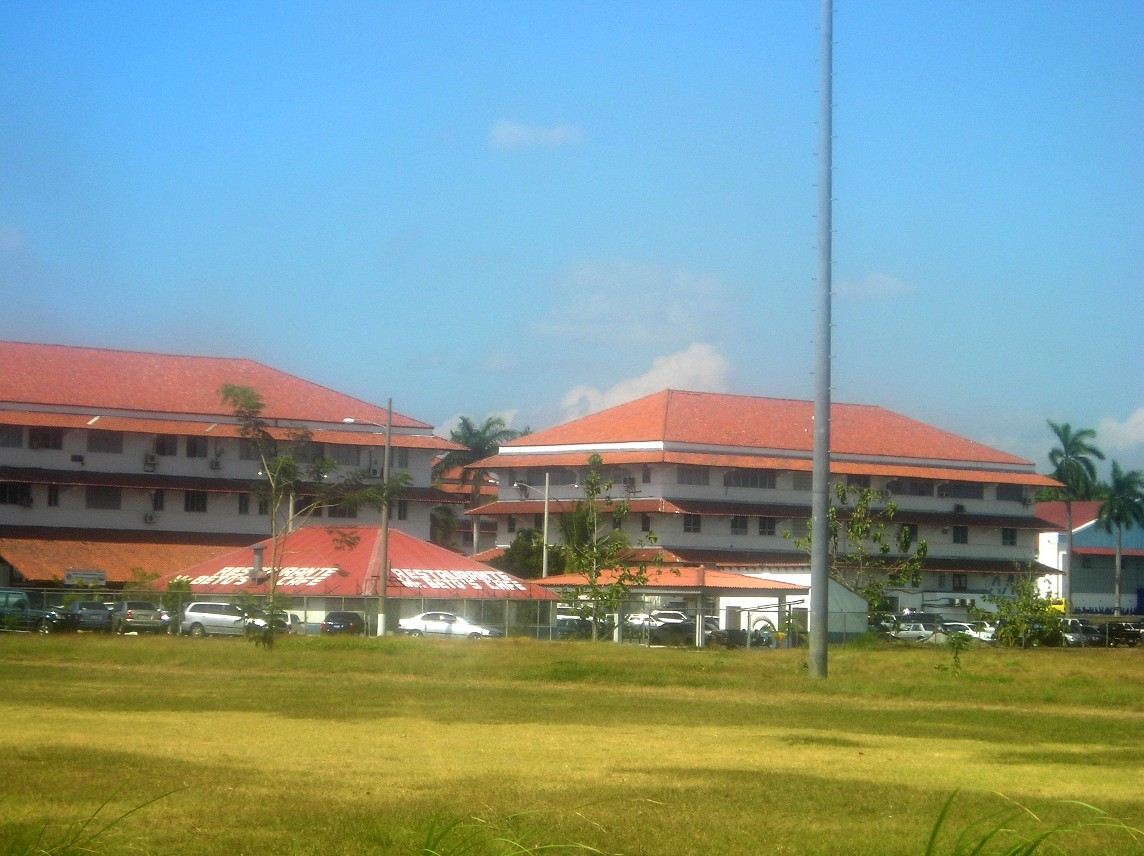
Edifici della Scuola delle Americhe a Panamá.

Qualcuno ha nominato Klaus Barbie (nazista e criminale di guerra) come uno dei possibili collaboratori diretti o indiretti dell'organizzazione durante il regime del generale Hugo Banzer in Bolivia , egli stesso formato nella Scuola delle Americhe. Klaus Barbie era stato precedentemente protetto e impiegato dall'agenzia di spionaggio statunitense Corpi di controintelligenza (Counter Intelligence Corps, antecedente all'attuale CIA), per collaborare nella lotta contro lo spionaggio sovietico nella Germania occupata. Secondo la versione ufficiale, Barbie sarebbe riuscito a scappare; altre versioni parlano di un aiuto da parte del CIC .
Nel 1950 la scuola è stata rinominata Scuola caraibica dell'Esercito degli Stati Uniti (United States Army Caribbean School) e la struttura fu trasferita a Fort Gulick (Panama); quello stesso anno lo spagnolo fu adottato come lingua ufficiale dell'accademia. Nel luglio 1963 il centro è stato riorganizzato sotto il nome ufficiale di Scuola delle Americhe dell'Esercito degli Stati Uniti (United States Army School of the Americas), o, più comunemente, Scuola delle Americhe.
Durante i successivi decenni il centro ha cooperato con la moltitudine di governi americani, alcuni di essi violenti regimi totalitari. Vari corsi di addestramento includevano tecniche di controinsorgenza, operazioni di comando, tiro franco, guerra psicologica, intelligence militare, tecniche per interrogatori. I manuali militari per questi corsi, allora confidenziali, sono stati declassificati e/o pubblicati dal Pentagono nel 1996. Tra altre considerazioni, è stato notata la violazione consentita dei diritti umani, attraverso l'uso della tortura, dell'estorsione e dell'esecuzione sommaria, definendo come obiettivi da controllare o perseguire coloro che appartenevano a organizzazioni sindacali (letteralmente: coloro che "distribuissero propaganda a favore dei lavoratori e dei loro interessi, simpatizzassero con manifestazioni e scioperi" o che arrecassero "accuse sul fallimento del governo nel risolvere le necessità basilari del popolo").

### Polemiche sull'istituzione
Il periodico panamense La Prensa l'ha bollata "scuola per assassini". Jorge Illueca, presidente del Panama, l'ha chiamata "la base gringa per la destabilizzazione dell'America Latina".
In una lettera aperta inviata il 20 luglio 1993 al Ledger-Enquirer di Columbus, il comandante Joseph Blair, che era stato istruttore nella Scuola delle Americhe, dichiarò: "Nei miei tre anni di servizio nella Scuola, non ho mai sentito parlare di obiettivi tanto eccelsi come quelli di promuovere la libertà, la democrazia e i diritti umani. Il personale militare dell'America Latina veniva a Columbus esclusivamente in cerca di benefici economici, opportunità per comprare beni di qualità senza le tasse di importazione dei relativi paesi, e con trasporto gratuito, pagato con le imposte dei contribuenti statunitensi".
Secondo il senatore democratico Martin Meehan (Massachusetts): "Se la Scuola delle Americhe decidesse di celebrare una riunione di ex alunni, si troverebbero riuniti alcuni dei più infami e indesiderabili malfattori dell'emisfero".

### Diplomati famosi
Tra i diplomati più noti per i loro crimini e le responsabilità nazionali, si trovano importanti istigatori di crimini di guerra o contro l'umanità, alcuni di loro anche strettamente collegati con le bande organizzate di narcotraffico o la CIA statunitense. Qui una lista di alcuni dei più noti diplomati (l'elenco completo è consultabile sul sito di SOA Watch):
| Paese       | Diplomati              | Crimini e accuse |
| ----------- | ---------------------- | --- |
| Argentina   | Leopoldo Galtieri      | Dittatore della giunta militare argentina, precursore della guerra delle Falkland/Malvine e supervisore, dal 1981, della guerra sporca |
| Argentina   | Roberto Eduardo Viola  | Generale golpista, condannato per omicidi, rapimenti e torture durante la guerra sporca |
| Bolivia     | Hugo Banzer Suárez     | Responsabile del sanguinoso governo militare del 1971 e della conseguente dittatura protrattasi fino al 1978; ammesso nel 1988 alla Hall of Fame della scuola |
| Bolivia     | Luis Arce Gómez        | Leader paramilitare, responsabile, con Garcia Meza Tejada, del golpe del 17 luglio 1980, attualmente detenuto negli Stati Uniti per traffico di droga |
| Cile        | Raúl Iturriaga         | Generale militare, capo della DINA di Pinochet, responsabile di numerosi omicidi e torture nel centro di detenzione da lui diretto nonché durante l'Operazione Condor |
| Ecuador     | Guillermo Rodríguez    | Generale golpista e dittatore fra il 1972 ed il 1976 |
| El Salvador | Roberto D'Aubuisson    | Diplomato nel 1972 e impiegato nei servizi di intelligence; tra gli altri delitti, fu il leader e poi organizzatore di uno squadrone della morte anticomunista fra il 1978 ed il 1992 |
| Haiti       | Franck Romain          | Capo dei Tontons Macoutes, responsabile del Massacro della chiesa di San Giovanni Bosco l'11 settembre 1988, durante la messa di padre Jean-Bertrand Aristide |
| Guatemala   | Marco Antonio Yon Sosa | Leader del Movimento rivoluzionario del 13 novembre, organizzazione di guerriglia guatemalteca |
| Guatemala   | Héctor Gramajo         | Ex-ministro, autore di politiche militari genocide negli anni ottanta |
| Panama      | Manuel Noriega         | De facto leader militare, ex-collaboratore della CIA, responsabile di violazioni dei diritti umani, poi detenuto negli Stati Uniti per relazioni con il narcotraffico |
| Panama      | Omar Torrijos          | Golpista, de facto leader militare |
| Perù        | Vladimiro Montesinos   | Militare, collaboratore della CIA, responsabile di repressione politica al servizio dell'intelligence durante il governo di Alberto Fujimori (Strage de La Cantuta), torturatore, presunto leader dello squadrone della morte "Grupo Colina", accusato di rapporti consistenti con il narcotraffico. |
| Perù        | Juan Velasco Alvarado  | Dittatore dal 1968 al 1975 |

## Riforma
Nel 1976, una commissione parlamentare del partito democratico, durante il governo di Jimmy Carter, ha ammesso le pratiche illegali e ha sospeso le attività della scuola. Nel 1977, in occasione dei trattati Torrijos-Carter relativi al canale di Panama, gli Stati Uniti accettarono la richiesta panamense di trasferire la scuola in territorio statunitense, a Fort Benning, Georgia.
Nel 1984, il nuovo governo repubblicano di Reagan ha dato il via agli addestramenti antiguerriglia nella scuola. Viene ufficialmente rinominata Scuola di addestramento e dottrina dell'Esercito degli Stati Uniti (United States Army Training and Doctrine Command School); benché vi siano alcune differenze, l'organizzazione eredita la missione iniziale della Scuola delle Americhe. Il manuale più polemico, quello che istruiva sulla tortura, utilizzato durante due decenni, era stato rivisto anteriormente, nel 1983, con il nuovo titolo di Manuale di addestramento per lo sfruttamento delle risorse umane (Human Resource Exploitation Training Manual).
Nel 1989, in seguito all'assassinio di sei preti gesuiti, un domestico e della sua figlia sedicenne in El Salvador da parte di 26 soldati, 19 dei quali diplomati della scuola, sotto il comando di D'Aubuisson, e la costituzione di una ONG dedicata alla denuncia delle attività della scuola, la SOA Watch, l'attenzione pubblica sulla questione crebbe in modo esponenziale. Nel 1996, sotto la pressione di numerosi giornali e organizzazioni di diritti umani, l'Esercito degli Stati Uniti ha reso pubblica una parte della documentazione relativa alla scuola, includendo alcuni manuali, fra cui lo Human Resource Exploitation Manual. Questi ultimi sono stati pubblicati dal National Security Archive.
La critica si fece sentire, e nell'ottobre del 2000, durante la presidenza di Bill Clinton, il Congresso statunitense ha analizzato la situazione e optato per la chiusura della scuola e l'istituzione di un nuovo centro. Il 15 dicembre 2000 la scuola fu chiusa ufficialmente. Fino al 1º luglio del 1999 si erano diplomati lì ben 61.034 alunni.
Il 17 gennaio 2001 viene inaugurato l'Istituto dell'emisfero occidentale per la cooperazione alla sicurezza (Western Hemisphere Institute for Security Cooperation) . Le organizzazioni critiche, come la già citata SOA Watch e Amnesty International, e organizzazioni sociali o politiche statunitensi hanno criticato reiteratamente questo cambiamento, affermando che si tratta di "pura cosmetica"; il governo, invece, mentre riconosce che la nuova istituzione rappresenta l'erede della Scuola delle Americhe, considera sostanzialmente migliorata l'importanza data al rispetto della democrazia e ai diritti umani. Al giorno d'oggi, con l'eccezione della Croce Rossa (in accordo alla sua politica di neutralità che impedisce di rilasciare dichiarazioni), la scuola continua a ricevere critiche dalle organizzazioni di diritti umani per l'addestramento che offre ogni anno a un migliaio di militari latinoamericani.

## Interruzione della collaborazione con alcuni paesi latinoamericani
Nel 2004, il Venezuela ha cessato di inviare nuovi cadetti e soldati alla scuola statunitense, decisione che verrà adottata pubblicamente anche dall'Argentina e dall'Uruguay nel 2006. Nel maggio 2007, la Costa Rica interrompe l'invio di membri delle Forze di Polizia.